# Aeroportul Bauchi
Aeroportul Bauchi (IATA: BCU, ICAO: DNBC) este un aeroport din Statul Bauchi, Nigeria ce deservește zona Bauchi. A fost numit după zona deservită.
Situat la o altitudine de 609 m, aeroportul dispune de 1 pistă.

## Infrastructură

### Piste
Aeroportul dispune de o singură pistă. Pista are orientarea 3,700m. 